# Sharon Brown (Miss USA)
Sharon Rene Brown (1er septembre 1943) est une actrice de télévision et une reine de beauté américaine, couronnée miss Louisiane USA 1961, puis miss USA 1961.

## Source de la traduction
- (en) Cet article est partiellement ou en totalité issu de l’article de Wikipédia en anglais intitulé « Sharon Brown (Miss USA) » (voir la liste des auteurs).